# نخست‌پرنده
پروتوآویس (نام علمی: Protoavis) نام یک سرده از شاخه طنابداران است.